# Sommaire
Der Sommaire ist ein Fluss in Frankreich, der in der Region Normandie verläuft. Er entspringt im westlichen Gemeindegebiet von Saint-Symphorien-des-Bruyères, entwässert liniar in nordöstlicher Richtung durch die Landschaft Pays d’Ouche und mündet nach rund 19 Kilometern an der Gemeindegrenze von Neaufles-Auvergny und Ambenay als linker Nebenfluss in die Risle. Auf seinem Weg durchquert der Sommaire die Départements Orne und Eure.

## Orte am Fluss
(Reihenfolge in Fließrichtung)
- La Chalousière, Gemeinde Saint-Symphorien-des-Bruyères
- Saint-Nicolas-de-Sommaire
- Saint-Antonin-de-Sommaire
- Le Saptel, Gemeinde Rugles
- La Grande Bonneville, Gemeinde Ambenay
- Le Mesnil des Frétils, Gemeinde Les Bottereaux
- Ratier, Gemeinde Neaufles-Auvergny